# Behavioral marketing
Il behavioral marketing o behavioural marketing è il ramo del marketing che applica la business intelligence per creare cluster di comportamento non più basati su informazioni sociodemografiche o inserite dall'utente, bensì da informazioni di comportamento mappate sui differenti punti di contatto digitale, messi a disposizione dalla marca al suo utente finale.
A differenza del behavioral targeting, che vede la sua massima espressione nell'advertising on line, Il behavioral marketing è applicato a dinamiche promozionali ed a programmi di loyalty innovativi, rendendoli per questo personalizzati e di fatto più performanti e ottimizzati in quanto non più massivi.
Il behavioral marketing è oggi considerato il futuro delle promozioni e dei programmi di loyalty, che vedranno il loro baricentro spostarsi da ciò che l'utente è, appunto BE, a ciò di cui l'utente ha bisogno, appunto HAVE. Verrà introdotto nel marketing promozionale un paradigma già noto ad esempio per Amazon, che non indica essere la libreria più grande del mondo, ma offre al proprio utente quei due o tre titoli che in questo momento potrebbero interessargli.